# Abu Dis
Abu Dis, Abu Dees o Abu Deis (en árabe: أبو ديس‎:  ديس) es una ciudad de la Gobernación de Jerusalén, en Cisjordania (Palestina). Desde los Acuerdos de Oslo de 1995, Abu Dis se ubica en la denominada «Área B», bajo control administrativo palestino y control militar israelí. Según la Oficina Central de Estadísticas de Palestina (PCBS), Abu Dis tenía una población aproximada de 13.265 habitantes a mediados de 2021, un cifra que prácticamente se dobla durante el día por la afluencia de estudiantes y funcionarios.

## Etimología
Una de las diversas teorías sobre el origen del nombre afirma que proviene de la palabra latina boddens, que significa «tímido» o «modesto». Una segunda teoría afirma que proviene del griego deca, aludiendo a su carácter de «madre de diez aldeas». Una tercera versión afirma que deriva de ad dissa, en referencia al denso bosque que existía en el lugar antes de ser talado en tiempos del Mandato Británico de Palestina.

## Historia
Abu Dis se encuentra situado en un lugar histórico rodeado por profundos valles. Se han encontrado restos de edificios antiguos, cisternas, prensas de vino y cuevas, una de ellas con un columbario. También se han encontrado piezas de cerámica del periodo romano tardío y del periodo bizantino. La aldea nació en el lugar donde la asentamiento romano de Beta Budison se encontró anteriormente.
El momento exacto del nacimiento de Abu Dis se desconoce, pero hay certeza de que ya existía antes del año 1187 d. C. La mayoría de sus habitantes son descendientes de tribus árabes nómadas.

### Época otomana
Abu Dis fue uno de los pueblos más poblados del Sanjacado de Jerusalén durante el siglo XVI, llegando a alcanzar varios cientos de habitantes. El trigo y la cebada eran los principales cultivos productivos, pero también se producían uvas, olivas, árboles frutales, alubias y productos de cabras y abejas. El Imperio Otomano garantizaba a una serie de descendientes de Saladino que vivían en el pueblo un tercio de los ingresos obtenidos del grano. Los hombres adultos del pueblo pagaban un total de 6.250 akçe en impuestos anuales, una cifra mucho menor que la de otros pueblos de un tamaño similar en el sanjacado como Beit Jala, Ein Karim o Deir Dibwan. Esto podría indicar que Abu Dis era menos próspero, o bien que tenía menos habitantes no musulmanes.
En octubre de 1553, Shaykh Sa'd al-Din al-Sharafi al-Maliki fue nombrado administrador del waqf del pueblo, si bien fue reemplazado en 1554 por Muhammad al-Fakhuri a petición de tres importantes vecinos que se habían quejado al cadí de Jerusalén. Permaneció en este puesto hasta 1563. Hacia 1596, Abu Dis aparecía en el registro de impuestos otomano como parte de la nahiya de Quds, en el liwa de Quds. Tenía una población de 80 hogares musulmanes y pagaba impuestos por trigo, cebada, olivos, viñas, árboles frutales, cabras y/o colmenas de abeja.
En 1838, la expedición de Robinson y Smith anotó que Abu Dis era un poblado musulmán que formaba parte de la zona de el-Wadiyeh, al este de Jerusalén.
El explorador francés Victor Guérin pensaba que Abu Dis era idéntica a la antigua Bahurim, pero dicha asociación no encuentra aceptación a día de hoy. Cuando Guérin visitó el pueblo en 1870 advirtió una casa más grande y más alta que las demás que pertenecía al jeque local. Un listado oficial otomano de localidades de aproximadamente el mismo año certificaba que Abu Dis tenía 52 casas y una población de 326 habitantes, aunque las cifras de población incluían solamente a los hombres.
Cerca de la vieja mezquita del pueblo, conocida localmente como Maqam Salah ad-Din, hay una tumba con una lápida de mármol, con un poema escrito en «elegante naskhi», que data de 1878.
En 1883, el Estudio sobre Palestina Occidental del Fondo para la Exploración de Palestina lo describió como un «pueblo de tamaño medio en una posición sobresaliente en lo alto de una cresta aplanada, con profundos valles a su alrededor. El suministro de agua proviene de cisternas. Hacia el oeste hay tumbas excavadas en la roca».
A finales del siglo XIX, el jeque de Abu Dis, Rasheed Erekat, prometía garantizar la seguridad de los peregrinos y turistas europeos en su viaje hacia Jericó y el río Jordán. Según un viajero de aquella época, la «única manera de completar el viaje al Jordán ...(es) pagando el tributo establecido al jeque de Abu Dees. Este hombre tiene el privilegio de sacarle unos dieciséis chelines a cada viajero que baja a Jericó. Enviará a un hombre, posiblemente su propio hijo, para que te acompañe... exhibiendo unas hermosas vestimentas y armado con espada y revólver».
En 1896, la población de Abu Dis rondaba las 600 personas.

### Mandato británico de Palestina
En un censo llevado a cabo en 1922 por las autoridades del Mandato Británico de Palestina, Abu Diz tenía una población de 1.029 habitantes, todos ellos musulmanes, que aumentó en el censo de 1931 hasta las 1.297, todavía todas ellas musulmanas, que vivían en 272 casas.
En 1945, la población de Abu Dis había vuelto a crecer hasta los 1.940 habitantes, todos ellos musulmanes, y su terreno municipal se extendía por 27.896 dunams (27,896 kilómetros cuadrados), según un estudio oficial de tierra y población. De estos, 4.981 dunams se utilizaban para cereales, mientras que 158 dunams estaban considerados terreno urbanizado.
Entre 1922 y 1947, la población de Abu Dis creció un 110%. Sin embargo, la ciudad sufrió enormes daños por el terremoto de Jericó de 1927. Todas las casas se vieron afectadas y todas las cisternas se agrietaron. Dado que Abu Dis dependía del agua de lluvia para su abastecimiento de agua, las consecuencias del terremoto fueron muy graves. En cambio, al Azariyeh (Betania), a tan solo medio kilómetro de distancia, sufrió escasos daños.

### Ocupación jordana
Según la Resolución 194 de la Asamblea General de la ONU de 1948, Abu Dis debía ser la ciudad más oriental del corpus separatum establecido para la zona de Jerusalén. Sin embargo, desde el comienzo de la guerra árabe-israelí de 1948, y tras el armisticio de 1949, Abu Dis quedó bajo un régimen de ocupación jordana.

### Ocupación israelí

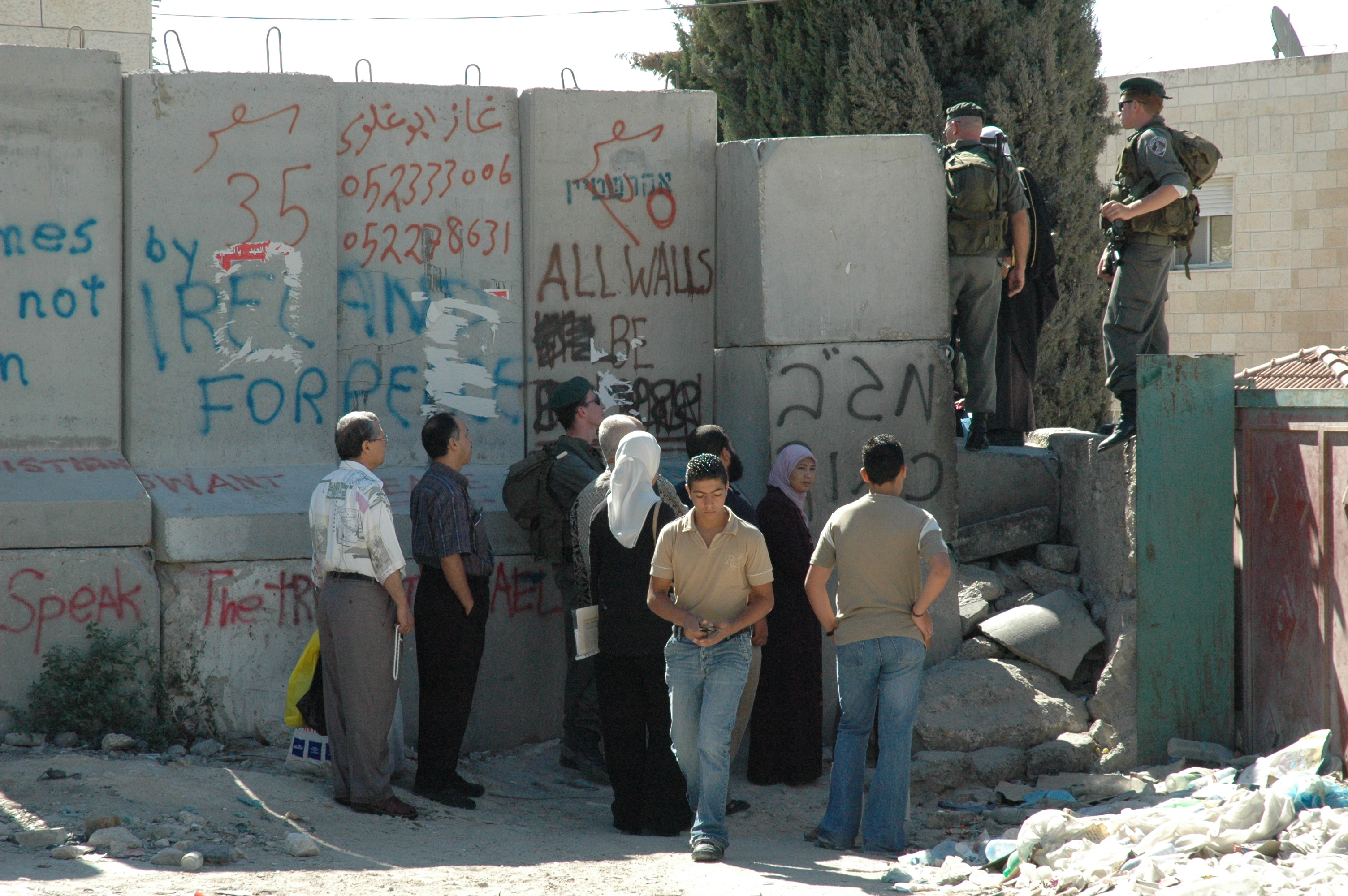
Control militar israelí en Abu Dis

Desde la Guerra de los Seis Días en 1967, tanto Abu Dis como el resto de Cisjordania, la Franja de Gaza, Jerusalén Este y los Altos del Golán permanecen bajo ocupación israelí. En el censo israelí de 1967, el pueblo tenía una población de 2.640 habitantes. Desde la firma de los Acuerdos de Oslo II en 1995, casi toda la zona urbanizada de Abu Dis (un 14,8% del total de la superficie municipal) se ubica en la denominada «Zona B», con jurisdicción civil de la Autoridad Nacional Palestina pero bajo control militar israelí, mientras que la zona agrícola y los terrenos sin edificar (un 85,2% del total) se encuentran en «Zona C», bajo control militar y administrativo israelí, y donde no se permite la edificación de nuevas viviendas. La mayoría de las oficinas de la Autoridad Nacional Palestina responsables para de los asuntos de Jerusalén se encuentran en Abu Dis.

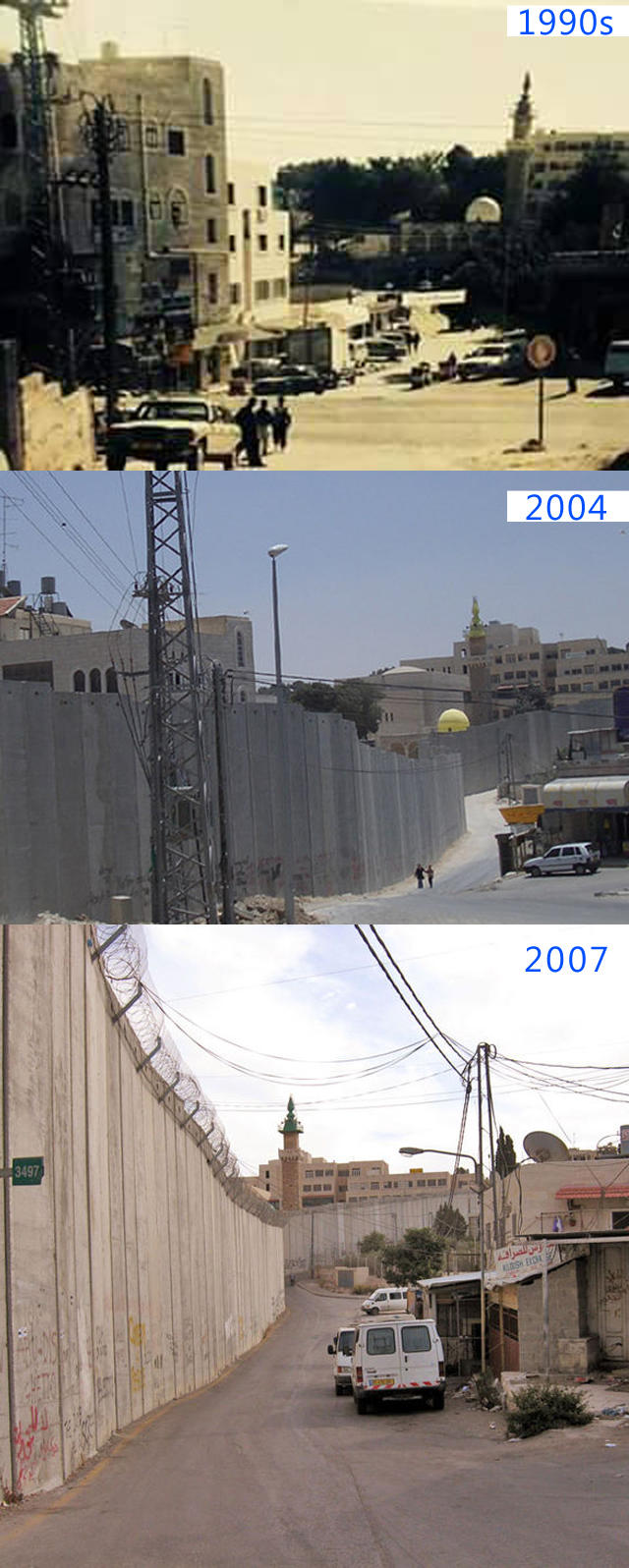
Muro de separación israelí en Abu Dis, en fotografías de los años noventa, 2004 y 2007. Estas imágenes muestran una porción del muro construido por Israel en Cisjordania. Esta zona de Abu Dis se encuentra muy cerca de la parte oriental de Jerusalén, a unos 2 km de la Mezquita de al-Aqsa. Las fotografías están tomadas desde el lado israelí del muro, en dirección sur. Los habitantes de los vecindarios a ambos lados del muro son familias predominantemente palestinas.

En 1981 Israel confiscó unos 800 dunums de tierras de Abu Dis para construir un vertedero para la ciudad de Jerusalén y otras ciudades cercanas. De hecho, Israel ha confiscado terrenos municipales de Abu Dis para construir los asentamientos israelíes de Ma'ale Adumim (creado en 1975 con la expropiación de 1.031 dunums) y 'Mizpe Yedude (1980, 348 dunums expropiados). El asentamiento de Ma'ale Adumim es uno de los más grandes construidos por Israel en contra del derecho internacional, y abarca ocho grandes bloques de asentamientos. Por otra parte, el denominado como plan E1 prevé la creación de un nuevo asentamiento en el terreno municipal de Abu Dis y de otros municipios limítrofes que terminaría de aislar Jerusalén del resto de Cisjordania y, por lo tanto, alejaría la posibilidad de un acuerdo de paz sobre la base de dos estados. El plan E1 supondrá la expropiación de otros 881 dunums del municipio de Abu Dis, lo que lo acabará limitando el término municipal a la zona urbanizada. Además, en 2007, el ejército israelí anunció la construcción de una nueva carretera que alejaría el tráfico palestino de las cercanías de Ma'ale Adunim, para lo cual sería necesaria la confiscación de otros 387 dunums de tierras de tres municipios cisjordanos, siendo uno de ellos Abu Dis. El 2 de abril de 2012, el diario israelí Haaretz desveló los planes para la construcción de un nuevo asentamiento israelí en terrenos municipales de Abu Dis. En realidad, ya en el año 2000 una serie de estudiantes religiosos judíos y miembros del Knéset habían tomado una colina perteneciente a residentes de Abu Dis, la habían cercado y la habían comenzado a plantar con olivos en preparación del asentamiento de Kidmat Zion, el que finalmente sería aprobado en 2012.
Una batalla campal de 10 horas tuvo lugar en Abu Dis el 24 de febrero de 1994, cuando el ejército israelí intentó emboscar a dos activistas palestinos. Uno de ellos murió y el otro resultó herido. Bilal 'Ali Khalil 'Afaneh, natural de Abu Dis, murió por disparos de las fuerzas de seguridad israelíes el 29 de septiembre del año 2000. Tenía 25 años, se encontraba en la Explanada de las Mezquitas y no participaba en ningún tipo de enfrentamiento. El 24 de octubre de 2001, un joven de 20 años llamado Marwan Halbiya paseaba por la calle en Abu Dis cuando un jeep del ejército israelí cruzó la calle; un grupo de jóvenes comenzaron a lanzarle piedras y los soldados respondieron con fuego real, matando a Marwan al instante. Muhammad Feisal Abu Nil, un miembro de la policía palestina de 28 años y residente en Abu Dis, murió el 14 de marzo de 2002 durante una incursión israelí en Ramala. El 11 de agosto de 2002, unos soldados israelíes hirieron a un trabajador palestino en un control militar en Abu Dis, al que dispararon por encontrar «sospechoso» el paquete de comida que portaba. En noviembre de 2003, una joven refugiada de 23 años llamada Hind Suloman Shrateha, estudiante de 5.º curso de Medicina en la Universidad Al Quds, estaba esperando un taxi cuando soldados israelíes comenzaron a lanzar gas lacrimógeno. Afectada de una enfermedad cardiaca crónica, requirió los servicios de una ambulancia que fue detenida durante 30 minutos por los soldados antes de que se llamara a una segunda ambulancia, esta vez israelí. Cuando finalmente llegó al hospital, permaneció 17 días en coma antes de morir el 2 de diciembre de 2003.
El 9 de mayo de 2004, un joven de 18 años de Abu Dis llamado Fadi Sh'alan Khader Bahar murió por los disparos de la policía de fronteras israelí. El incidente tuvo lugar cuando miembros de dicho cuerpo policial abrieron fuego contra un grupo de civiles que, según la ONG israelí B'Tselem, no participaban en enfrentamiento alguno. Su cuerpo permaneció durante largo tiempo en el lugar debido a los continuos disparos de la policía de fronteras.
Durante la llamada Intifada de los cuchillos, que dio comienzo en 2015, Mazen Hassan Ahmad 'Ireibah, de 35 años, murió el 3 de diciembre de 2015 por disparos de soldados israelíes tras haber disparado él mismo a un civil y a un soldado, hiriendo al primero de gravedad y al segundo levemente. El 20 de julio de 2017, Mohammad Lafi, de 18 años, murió en Abu Dis por un disparo en el pecho realizado por las fuerzas de seguridad israelíes en el contexto de las masivas protestas contra la instalación de detectores de metales a las puertas de la Mezquita de Al-Aqsa. Dos días después, otro joven de Abu Dis moría de nuevo abatido durante protestas llevadas a cabo en la vecina Al Azariyeh. Se llamaba Yousif Kashur y tenía 23 años.
El 12 de febrero de 2019, fuerzas israelíes se adentraron en Abu Dis y rodearon la Universidad al-Quds en horario lectivo, lanzaron bombas de gas lacrimógeno y granadas aturdidoras, y dejaron un saldo de 17 alumnos heridos por inhalación de gases.El 6 de marzo de 2022, el joven Yamen Nafez Mahmoud Khanafsah murió en una emboscada del ejército israelí en la localidad. Tras recibir un disparo en el pecho, quedó herido en el suelo, y cuando una ambulancia palestina se acercó a auxiliarlo, los soldados les lanzaron gas lacrimógeno para evitar el auxilio. Khanafsah, de 15 años de edad, murió poco después a consecuencia de las heridas.

#### Hipotética capital de Palestina
Durante las negociaciones de paz en el contexto de los Acuerdos de Oslo de 1995, Israel propuso ubicar en Abu Dis la futura capital del Estado de Palestina en sustitución de Jerusalén Este, la capital oficialmente proclamada por los palestinos. La cercanía con respecto a la Ciudad Vieja de Jerusalén (apenas dos kilómetros), el hecho de que parte de la ciudad esté dentro del término municipal jerosolimitano y su encuadre oficial dentro de Cisjordania la hacían una opción plausible, si bien más cercana a la postura israelí (que mantendría la actual Jerusalén al completo) que a la palestina, a la que incluso se propuso cambiar el nombre de Abu Dis por Al Quds (Jerusalén en árabe). Finalmente, el asesinato de Isaac Rabin y el acceso al poder de Benjamín Netanyahu, entre otros sucesos, dieron fin a las negociaciones de paz y, a día de hoy, no se considera una opción viable. De hecho, en el año 2000, Ahmed Qurei (por entonces ministro de comercio palestino y oriundo de Abu Dis) ordenó la construcción de un edificio parlamentario que podría albergar el Consejo Legislativo Palestino, pero el proyecto nunca llegó a terminarse. El muro de separación que Israel construyó en Abu Dis transcurre a unos pocos metros de la ubicación de este edificio.
A comienzos de enero de 2020, el plan de paz de Donald Trump volvió a proponer Abu Dis como capital de un futuro Estado de Palestina, sugiriendo además que se le podría cambiar el nombre por Al-Quds (Jerusalén en árabe) para así complacer la histórica reivindicación palestina de un Estado propio con capital en Jerusalén Este. La propuesta fue rechazada de inmediato por los negociadores palestinos.

#### Muro de separación israelí

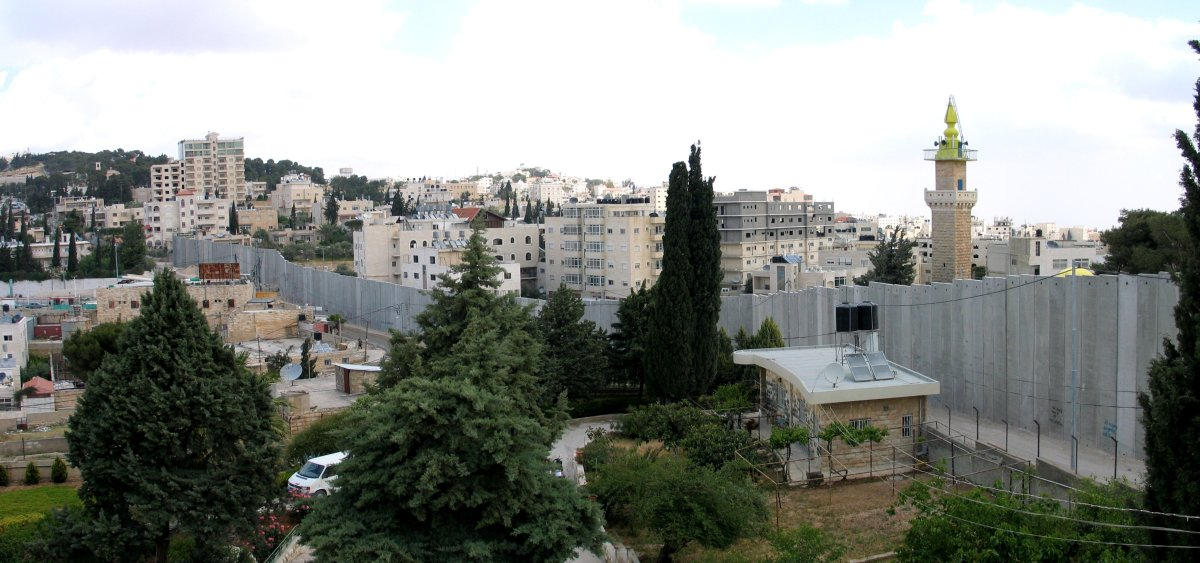
Muro de separación israelí que separa Abu Dis de Jerusalén

El 13 de enero de 2004, Israel empezó a construir el muro de separación israelí en Cisjordania. El recorrido del muro partió Abu Dis en dos, atravesando el campo de fútbol de la Universidad Al-Quds, separando a unas 35 familias del municipio y aislándolo de Jerusalén (al este de la línea Verde), lo que ha dificultado el acceso a los servicios jerosolimitanos para los habitantes de Abu Dis que carezcan de un permiso especial. Cuando se complete la construcción del muro, la ciudad estará rodeada por este por tres de sus cuatro costados (este, norte y oeste) y unos 11,095 kilómetros cuadrados de la superficie municipal (un 47% del total) quedarán cercenados del núcleo urbano. Además, limitará en gran medida la expansión geográfica del municipio, que se verá obligado a crecer verticalmente. La Oficina de la ONU para la Coordinación de Asuntos Humanitariosafirma que el muro afecta gravemente al acceso a escuelas, hospitales y puestos de trabajo de los habitantes de Abu Dis. Antes de su construcción, se podía llegar de Abu Dis a Jerusalén en 10 minutos; una vez levantado el muro, se tarda más de una hora en llegar.
El muro también ha permitido a Israel la anexión de unos 6.000 dunums (6 kilómetros cuadrados) de tierra cultivable del total de 28.332 dunums pertenecientes al municipio de Abu Dis, aparte de los 800 dunums requeridos para la construcción de la barrera propiamente dicha. Israel mantiene que el trazado del muro está dictado por motivos por seguridad, no por consideraciones políticas. La Corte Internacional de Justicia declaró en 2004 la ilegalidad del muro israelí e instó a su total desmantelamiento.

#### Pleitos por la propiedad de la tierra
El Cliff Hotel (Hotel Acantilado), propiedad de la familia Ayyad de Abu Dis, ha sido el centro de una disputa legal en los tribunales israelíes. Los dueños realizaron una demanda para detener la expropiación del hotel, construido a mediados de los años cincuenta. El caso está relacionado con la aplicación de la Ley de Propiedad Ausente, que permite al Estado de Israel expropiar las propiedades de aquellas personas que vivan en un país que Israel considere como enemigo. Un dictamen del Tribunal Supremo de Israel en febrero de 2010 se mostró incapaz de decidir si esta ley es aplicable a las propiedades en Jerusalén Este que pertenezcan a personas que residen en los territorios palestinos ocupados. El gobierno de Noruega ha mostrado abiertamente su apoyo por la familia Ayyad. En 2012 se publicó en Noruega un libro sobre la lucha del dueño del hotel, Ali Ayyad, y de su esposa noruega por retener la propiedad de su hotel.

## Geografía y clima
Abu Dis se encuentra a apenas dos kilómetros de la Ciudad Vieja de Jerusalén, con al-Azariyeh al norte, Jabal al Mukabbir hacia el oeste y Sawahira al Sharqiya al sur y al este. Más hacia el este se encuentra el asentamiento israelí de Ma'ale Adumim, considerado ilegal bajo el derecho internacional por haber sido construido por una potencia ocupante en territorio ocupado. Tiene una altura media de 628 metros por encima del nivel del mar. La temperatura media anual es de 18 °C, la humedad media anual es del 60% y su media anual de precipitaciones es de 306,1mm.

## Demografía
Según el censo de 2007 de la Oficina Central de Estadísticas de Palestina (PCBS), Abu Dis tenía una población de 10.782 habitantes, un cifra que prácticamente se dobla durante el día por la afluencia de estudiantes y funcionarios. Por lo tanto, la población de Abu Dis era en 2007 algo inferior a lo censado en 2003, cuando la PCBS registró una población de 11.672 habitantes. Unos 1.100 habitantes de la ciudad tenían el estatus de refugiado en 2004. Del total de la población en 2007, el 51,7% eran hombres y el 48,3% mujeres.

### Evolución demográfica

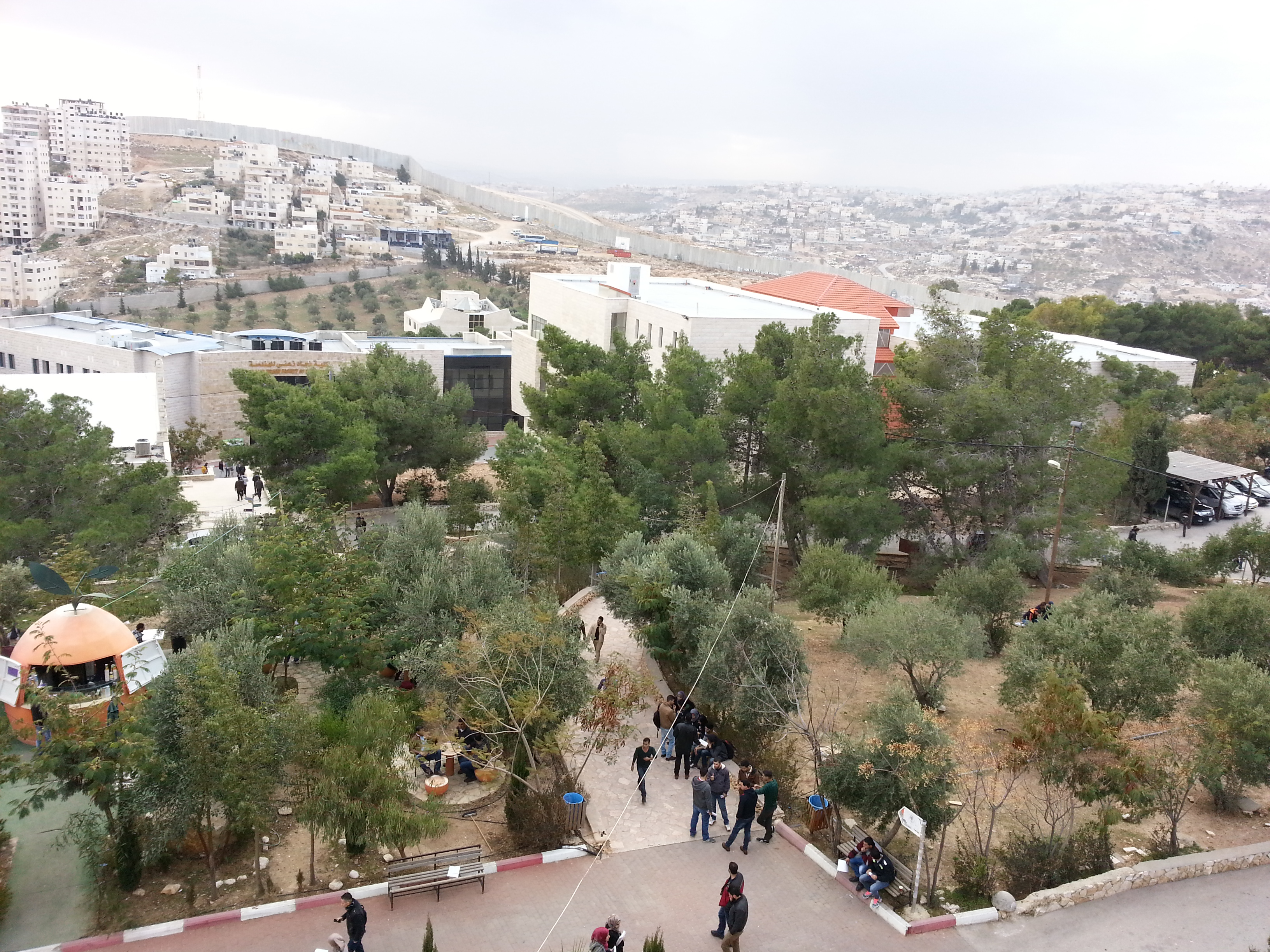
Universidad Al Quds con el muro de separación israelí al fondo

| 1596       | 1870 | 1896 | 1922  | 1931  | 1945  | 1961  | 1967  | 1982  | 1987  | 1997  | 2003   | 2005   | 2007   |
| ---------- | ---- | ---- | ----- | ----- | ----- | ----- | ----- | ----- | ----- | ----- | ------ | ------ | ------ |
| 80 hogares | 326  | 600  | 1.029 | 1.297 | 1.940 | 3.631 | 2.640 | 2.640 | 5.368 | 8.975 | 11.672 | 11.753 | 10.782 |

## Educación
La Universidad Al Quds tiene una de sus sedes en Abu Dis, en la que se impartían clases a unos 4.000 alumnos en 2004. Aparte de esta universidad, a fecha de 2011, también hay 4 guarderías privadas, tres escuelas públicas (la Escuela Básica Abu Dis, la Escuela Secundaria Femenina Abu Dis y la Escuela Secundaria Masculina Abu Dis), cuatro escuelas privadas (el Instituto Árabe, la Escuela Básica Al Jeel al Jadeed, la Escuela Básica Ar Ri'ayah y la Escuela Atfal al Quds), y una escuela mixta gestionada por UNRWA.
La tasa de analfabetismo en Abu Dis era del 4,7% en 2007, y unas tres cuartas partes de estos eran mujeres. Dentro del grupo alfabetizado, un 9,6% de la población solo sabía leer y escribir pero no habían recibido una educación formal, un 19,9% tenían la educación primaria, un 30,3% la educación preparatoria, un 17,8% la educación secundaria y un 17,4% había obtenido un título de educación superior. En 2011 había un total de 2.905 alumnos, con una ratio aproximada de 28 alumnos por clase.

## Sanidad
Solamente hay un centro de salud en la ciudad, gestionado por la organización benéfica Al Maqasid. En caso de emergencia, los pacientes son enviados a hospitales de otras ciudades cisjordanas, como es el caso del Hospital Gubernamental de Ramala (a 40 kilómetros de distancia), el Hospital Gubernamental de Beit Jala (a 30 km.) o el Hospital Gubernamental de Jericó (a 30 km.). El Instituto Palestino de Medicina Forense, que ha aparecido en los medios recientemente por diversos casos como los del asesinato del ministro palestino Ziad Abu Ein, la muerte del preso Abu Hamdiye o los asesinatos de dos adolescentes en Beitunia, se encuentra también en Abu Dis.

## Economía
A fecha de 2011, el 80% de los trabajadores de Abu Dis lo eran por cuenta ajena, mientras que un 19% se dedicaba al comercio y tan solo un 1% trabajaba en el mercado laboral israelí. Entre los distintos negocios existentes en la ciudad, había una fábrica de cigarrillos, otra de cemento, otra de ladrillos, una gasolinera, así como 80 tiendas de alimentos, 5 panaderías, 14 carnicerías, 10 fruterías y verdulerías, 10 talleres y otras 30 tiendas de diversos tipos.
El desempleo en Abu Dis era en 2011 espectacularmente elevado, con unas tasas que rozaban el 60% de desempleados, afectando principalmente a aquellos que habían trabajado en Israel antes de la construcción del muro de separación, así como a trabajadores del sector servicios. El principal cultivo agrícola del municipio es el de la oliva.

## Ciudades hermanadas
- Camden, un barrio de Londres (Reino Unido). Desde 2005, muchos habitantes de Camden han visitado Abu Dis y muchos habitantes de Abu Dis les han correspondido visitando Camden. La mayoría de estas visitas se centran en niños, mujeres y escuelas. Las actividades de hermanamiento se mantienen con el apoyo del Camden Abu Dis Friendship Association (CADFA), una organización benéfica registrada en el Reino Unido.[55]
- Rezé (Francia), una comuna y ciudad en el Departamento del Loira Atlántico, relativamente cerca de Nantes.

## Miscelánea
Algunas escenas de la película Omar se rodaron en Abu-dis, como por ejemplo la primera escena, cuando Omar trepa por el muro de separación israelí para visitar a su amante.

## Residentes famosos
- Kamel Arekat
- Saeb Erekat
- Ahmed Qurei